# Jan Verroken
Joannes Josephus (Jan) Verroken (Melden, 30 januari 1917 – Muizen, 24 juli 2020) was een Belgisch politicus. Hij was burgemeester van Oudenaarde, fractievoorzitter in de Kamer voor de CVP en Europees volksvertegenwoordiger.

## Levensloop
Verroken werd in 1941 licentiaat in de Germaanse filologie aan de Katholieke Universiteit Leuven. Beroepshalve werd hij leraar.
In 1945 werd hij secretaris van de CVP-afdeling van het arrondissement Oudenaarde. Vervolgens werd hij in 1946 nationaal propagandist van de partij.
In 1949 nam Verroken namens de CVP deel aan de parlementsverkiezingen voor de Kamer in het arrondissement Oudenaarde-Ronse. Hij was kandidaat op een CVP-lijst met toen een Nederlandstalige en Franstalige vleugel. Hij behaalde van op de tweede plaats 11.688 voorkeurstemmen, maar werd door het lot van de apparentering niet verkozen. Bij de volgende verkiezingen van 4 juni 1950 werd de toen 33-jarige Verroken dan toch verkozen met 15.603 voorkeurstemmen en zetelde van 1950 tot 1981 in de Kamer van volksvertegenwoordigers voor het arrondissement Oudenaarde.
Vanaf eind 1960 werd hij de drijvende kracht in de Groep der Acht, een groep CVP-parlementsleden die een belangrijke rol speelde bij het tot stand komen van een deel van de begin jaren 1960 gerealiseerde taalwetgeving. Voor de taalgrenswet van 1962 was Verroken parlementair verslaggever. Bij het tot stand komen van de taalwet van 1963 trad Verroken op als woordvoerder van de Nederlandstalige vleugel van de toen nog unitaire CVP. Hij was een uitgesproken tegenstander van het taalcompromis van Hertoginnedal in 1963 met het argument dat het geen enkele duurzaamheidswaarde had en dat het niets oploste maar integendeel een nieuw probleem zou doen ontstaan. Hij stelde een alternatief voorstel voor zonder toekenning van taalfaciliteiten in Vlaams-Brabantse gemeenten maar waarbij enkele Franstalige wijken in Vlaams-Brabant bij Brussel zouden worden gevoegd en enkele Nederlandstalig gebleven wijken in Brussel (waaronder de Brusselse deelgemeente Haren) terug bij Vlaanderen zouden worden gevoegd, zoals destijds met Sint-Stevens-Woluwe gebeurde. Zijn voorstel werd echter niet aanvaard.
Van 1963 tot 1979 zetelde hij ook in de Raadgevende Interparlementaire Beneluxraad en was van 1966 tot 1969 de voorzitter van de CVP-Kamerfractie. In 1968, op het hoogtepunt van de onenigheid over de overheveling van de Franstalige afdeling van de Katholieke Universiteit Leuven, eiste hij in een bewogen interpellatie in het parlement een bindende verklaring van de regering-Vanden Boeynants I, die daarop ontslag nam. In 1971 werd Verroken ondervoorzitter van de Kamer en dit tot 1979. In 1977-1978 haalde Verroken opnieuw uitgebreid de krantenkoppen met zijn kruistocht tegen het Egmontpact. In de periode december 1971-oktober 1980 zetelde hij als gevolg van het toen bestaande dubbelmandaat ook in de Cultuurraad voor de Nederlandse Cultuurgemeenschap, die op 7 december 1971 werd geïnstalleerd. Vanaf 21 oktober 1980 tot november 1981 was hij tevens korte tijd lid van de Vlaamse Raad, de opvolger van de Cultuurraad en de voorloper van het huidige Vlaams Parlement.
In 1979 werd hij vanop de lijstduwersplaats rechtstreeks verkozen voor het Europees Parlement, waar hij tot 1984 zetelde.
Van 1983 tot 1988 was hij burgemeester van Oudenaarde, waar hij vanaf 1983 ook gemeenteraadslid was. In 1988 besloot hij uit de hem nochtans nauw aan het hart liggende CVP te stappen. Hij kwam in Oudenaarde op met een onafhankelijke lijst en werd tot tweemaal toe verkozen tot gemeenteraadslid en bleef dat tot 2000.
Alhoewel Jan Verroken zich in 2000 terugtrok uit de actieve politiek, haalde hij nog regelmatig de media. Op 7 februari 2007 en op 12 mei 2010 verschenen in het weekblad Knack gesprekken met Jan Verroken omtrent de geschiedenis van het vastleggen van de taalgrens. Op hoge leeftijd begon hij sociale media te gebruiken. Het begon met een blog, vervolgens Facebook en uiteindelijk ook Twitter. Dat Jan Verroken op de leeftijd van 94 jaar actief werd op Twitter, werd de dag zelf opgemerkt door VRT-journalist Ivan De Vadder en was de aanleiding voor een reportage over Jan Verroken op 8 september 2011 in het programma Terzake. Op 12 mei 2011 volgde een interview in het dagblad De Standaard.
In 2017 werd aan Verroken de prijs van de Orde van de Vlaamse Leeuw toegekend. In juli 2020 overleed Verroken op 103-jarige leeftijd in zijn slaap.